# フェロス

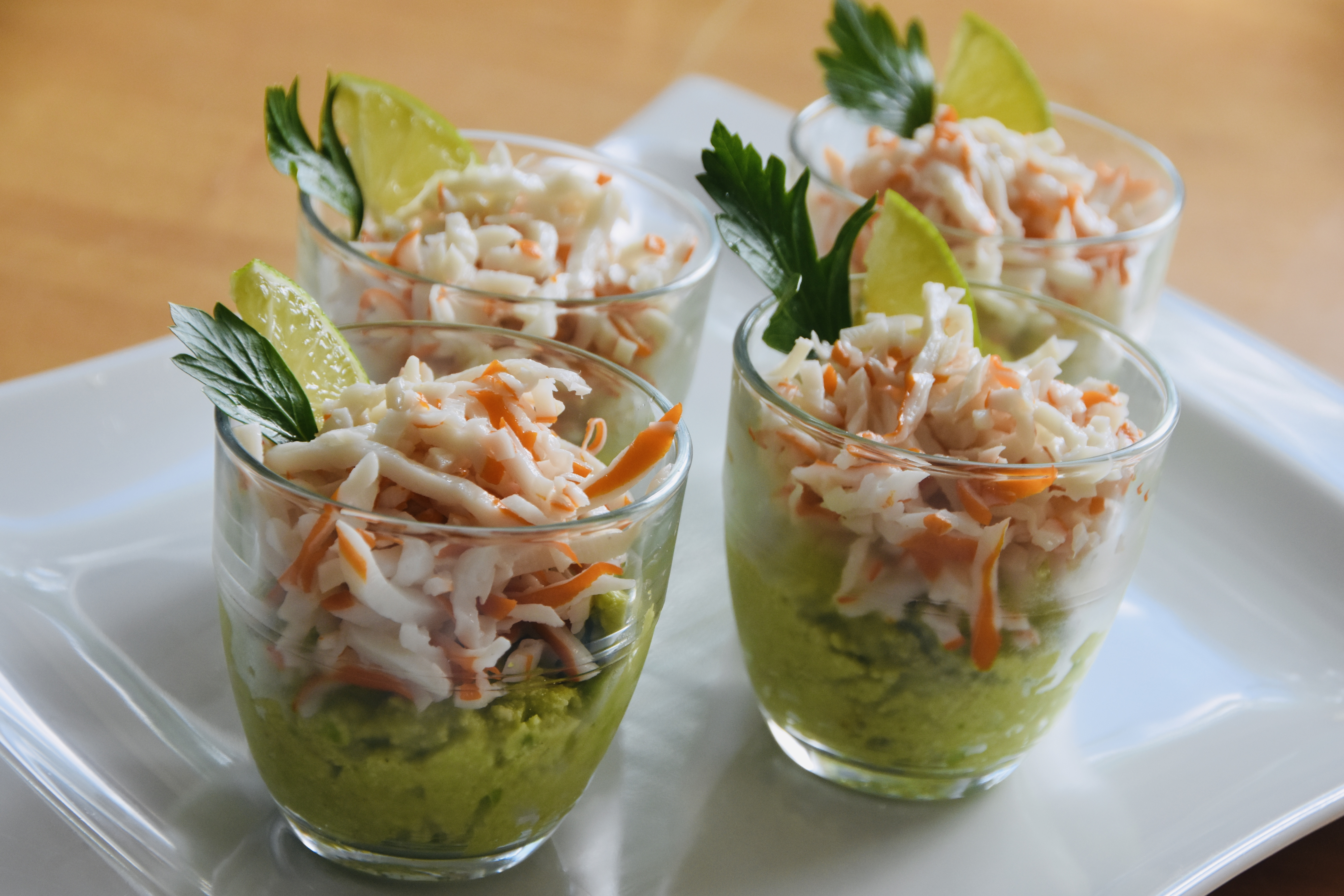
すり身魚のスティックと共に供されたフェロス

フェロス（仏：féroce）、またはフェロス・ダヴォカ（仏：féroce d'avocat）は、すり潰したアボカドとキャッサバ、オリーブオイル、ライム果汁に塩漬けタラやニンニク、唐辛子、ホットソース、調味料を混ぜ合わせて作られる料理 。辛味があり、様々な食品のスプレッドとしても食される。蟹など他の魚介類を用いて作ることもでき、カリブ海に浮かぶ仏領の島嶼地域であるマルティニークで一般的な料理である。